# NGC 108
NGC 108 је спирална галаксија у сазвежђу Андромеда која се налази на NGC листи објеката дубоког неба.
Деклинација објекта је + 29° 12' 43" а ректасцензија 0h 25m 59,7s. Привидна величина (магнитуда) објекта NGC 108 износи 12,2 а фотографска магнитуда 13,1. NGC 108 је још познат и под ознакама UGC 246, MCG 5-2-12, CGCG 500-20, PGC 1619.